# Circondario di Milano
Il circondario di Milano era uno dei circondari in cui era suddivisa l'omonima provincia.

## Storia
In seguito all'annessione della Lombardia dal Regno Lombardo-Veneto al Regno di Sardegna (1859), fu emanato il decreto Rattazzi, che riorganizzava la struttura amministrativa del Regno, suddiviso in province, a loro volta suddivise in circondari. Il circondario di Milano fu creato come suddivisione dell'omonima provincia.
Con l'Unità d'Italia (1861) la suddivisione in province e circondari fu estesa all'intera Penisola, lasciando invariate le suddivisioni stabilite dal decreto Rattazzi.
Il circondario di Milano fu abolito, come tutti i circondari italiani, nel 1927, nell'ambito della riorganizzazione della struttura statale voluta dal regime fascista. Tutti i comuni che lo componevano rimasero in provincia di Milano.

## Geografia antropica
Nel 1863, la composizione del circondario era la seguente:
- mandamento I di Milano (Porta Comasina con Porta Tenaglia ed Arco della Pace)
  - parte di Milano
- mandamento II di Milano (Porta Nuova)
  - parte di Milano
- mandamento III di Milano (Porta Orientale con Porta Tosa)
  - parte di Milano
- mandamento IV di Milano (Porta Romana con Porta Vigentina)
  - parte di Milano
- mandamento V di Milano (Porta Ticinese con Porta Lodovica)
  - parte di Milano
- mandamento VI di Milano (Porta Vercellina)
  - parte di Milano
- mandamento VII di Milano (a Porta Comasina, Porta Nuova e Porta Orientale)
  - parte dei Corpi Santi di Milano
- mandamento VIII di Milano (a Porta Romana, Porta Ticinese e Porta Vercellina)
  - parte dei Corpi Santi di Milano
- mandamento IX di Milano (ex pieve di Bruzzano)
  - Affori; Bresso; Brusuglio; Bruzzano dei Due Borghi; Cormano; Crescenzago; Dergano; Gorla; Greco Milanese; Niguarda; Precotto; Turro
- mandamento X di Bollate
  - Arese; Baranzate; Boldinasco; Bollate; Cassina del Pero; Cassina Nuova; Cassina Triulza; Cerchiate; Cesate; Figino di Milano; Garbagnate; Garegnano; Mazzo Milanese; Musocco; Novate Milanese; Pinzano; Quarto Cagnino; Quinto Romano; Roserio; Senago; Terrazzano; Trenno; Villapizzone
- mandamento XI di Melzo (ex pieve di Segrate ed ex pieve di Mezzate ed ex pieve di Settala ed ex pieve di Corneliano-Melzo)
  - Briavacca; Cavaione; Lambrate; Limito; Liscate; Melzo; Mezzate; Novegro; Pantigliate; Peschiera Borromeo; Pioltello; Premenugo; Rodano; Rovagnasco; Segrate; Settala; Truccazzano
- mandamento XII di Corsico
  - Assago; Baggio; Buccinasco; Cesano Boscone; Corsico; Cusago; Grancino; Muggiano; Ronchetto; Sellanuova; Settimo Milanese; Trezzano sul Naviglio
- mandamento XIII di Gorgonzola (ex pieve di Gorgonzola senza Inzago e Pozzuolo ma con comuni trezzesi)
  - Basiano; Bellinzago Lombardo; Bornago; Busnago; Bussero; Cambiago; Cassina dei Pecchi; Cernusco Asinario; Colnago; Cornate; Gessate; Gorgonzola; Masate; Pessano; Porto d'Adda; Roncello; San Pedrino; Sant'Agata Martesana; Vignate
- mandamento XIV di Locate (ex pieve di Locate ed ex pieve di San Donato)
  - Basiglio; Bolgiano; Chiaravalle Milanese; Locate di Triulzi; Morsenchio; Nosedo Chiaravalle; Opera; Pieve Emanuele; Pontesesto; Quintosole; Rozzano; San Donato Milanese; Vaiano Valle; Vigentino; Zelo Foramagno
- mandamento XV di Melegnano (ex pieve di San Giuliano nord)
  - Arcagnago; Bustighera; Carpiano; Cerro al Lambro; Colturano; Mediglia; Melegnano; Mercugnano; Pedriano; Riozzo; San Giuliano; Sesto Ulteriano; Viboldone; Vizzolo Predabissi; Zivido; Zunico
- mandamento XVI di Cassano d'Adda (nucleo dell’ex pieve di Pontirolo più Inzago e Pozzuolo)
  - Bisentrate; Cassano d'Adda; Concesa; Cornegliano Bertario; Grezzago; Groppello d'Adda; Inzago; Pozzo d'Adda; Pozzuolo; Trecella; Trezzano Rosa; Trezzo sull'Adda; Vaprio d'Adda

### Variazioni amministrative
- 1862
  - Carpiano annette Arcagnago e Zunico[2]
- 1869
  - Affori annette Bruzzano e Dergano, oltre a Bresso che però ci ripensò nel 1884[3]
  - Cassano d'Adda annette Groppello d'Adda[4]
  - Mediglia annette Bustighera e Mercugnano[5]
  - Pozzuolo Martesana annette Bisentrate e Trecella[6]
  - Rozzano annette Pontesesto[7]
  - Settala annette Premenugo[8]
  - Trezzo sull'Adda annette Concesa[9]
  - Truccazzano annette Cavaione e Corneliano[10]
  - Viboldone annette San Giuliano Milanese, Sesto Ulteriano e Zivido[11]
  - Vigentino annette Vaiano Valle e Quintosole[12]
  - Vignate annette San Pedrino[13]
- 1870
  - Cornate annette Colnago e Porto d'Adda[14]
  - Pessano annette Bornago; Cassina de' Pecchi annette Sant'Agata Martesana[15]
  - San Donato annette Bolgiano; Mezzate annette Morsenchio e Zelo Foramagno; Chiaravalle annette Nosedo;[15] Segrate annette Novegro e Redecesio, Pioltello annette Limito, Rodano annette Briavacca[16]
  - Viboldone annette Pedriano[17]
- 1871
  - Cormano annette Brusuglio[18]
- 1878
  - il comune di Riozzo è aggregato al comune di Cerro al Lambro[19];
- 1920
  - i comuni di Gorla Primo e di Precotto sono fusi nel comune di Gorla-Precotto[20];
- 1923
  - i comuni di Affori, Baggio, Chiaravalle Milanese, Crescenzago, Gorla-Precotto, Greco Milanese, Lambrate, Musocco, Niguarda, Trenno e Vigentino sono aggregati al comune di Milano[21].